# Acacia tumida
Acacia tumida är en ärtväxtart som beskrevs av George Bentham. Acacia tumida ingår i släktet akacior, och familjen ärtväxter. Inga underarter finns listade i Catalogue of Life.